# Vanguard 1
Vanguard 1 (International Designator: 1958-Beta 2
) là vệ tinh chính thức thứ tư của Trái Đất được phóng thành công (sau Sputnik 1, Sputnik 2, và Explorer 1). Vanguard 1 là vệ tinh đầu tiên có năng lượng mặt trời. Mặc dù liên lạc với vệ tinh đã bị mất vào năm 1964, nó vẫn là vật thể nhân tạo lâu đời nhất vẫn còn trong quỹ đạo, cùng với phần trên của tên lửa đẩy của nó.Vệ tinh này được thiết kế để kiểm tra khả năng khởi động của một tên lửa đẩy ba giai đoạn như một phần của Dự án Vanguard, và ảnh hưởng của môi trường không gian trên vệ tinh và các hệ thống của nó trong quỹ đạo Trái đất. Nó cũng được sử dụng để thu được các phép đo trắc địa thông qua phân tích quỹ đạo. Vanguard 1 được Thủ tướng Liên Xô, Nikita Sergeyevich Khrushchyov mô tả là "vệ tinh trái nho".

## Nhiệm vụ
Vào ngày 17 tháng 3 năm 1958, tên lửa đẩy ba tầng đã đưa Vanguard vào một quỹ đạo hình elip 654 km x 3,969 km 134,2 phút nghiêng ở 34,25 độ. Ước tính ban đầu vệ tinh này có quỹ đạo kéo dài 2.000 năm, nhưng sau đó các nhà khoa học phát hiện ra rằng áp suất bức xạ mặt trời và khí quyển trong các hoạt động của mặt trời ở mức độ cao đã tạo ra những nhiễu loạn đáng kể ở độ cao cận nhật của vệ tinh, làm giảm đáng kể tuổi thọ dự kiến của nó xuống còn 240 năm. Vanguard 1 truyền tín hiệu của nó trong gần bảy năm khi nó quay xung quanh Trái Đất.